# Urlueni, Argeș
Urlueni este un sat în comuna Bârla din județul Argeș, Muntenia, România.